# Rue du Sahel
La rue du Sahel est une voie située dans le quartier du Bel-Air du 12e arrondissement de Paris.

## Situation et accès
Cette voie débute 30, boulevard de Picpus et se termine 69, boulevard Soult.
La rue du Sahel est accessible par la ligne 6 à la station Bel Air et par la ligne 3a du tramway à l'arrêt Montempoivre.

## Origine du nom
Elle porte le nom du Sahel algérois, une région montagneuse du littoral algérien.

## Historique
La rue du Sahel a été initialement percée lors de la construction du chemin de fer de Vincennes en 1859 entre la rue de Picpus et la rue Sibuet avant d'être prolongée en 1908 jusqu'à la rue des Marguettes (qui allait alors jusqu'à la ligne de chemin de fer) puis jointe au boulevard Soult. 
Au milieu des années 1980, une partie importante de la rue du Sahel a été réaménagée par la construction de logements au-dessus de l'ancienne voie de chemin de fer. Le chemin de fer lui-même fut définitivement déposé au début des années 1990, et les voies transformées en Promenade plantée, la coulée verte qui part de la Bastille pour rejoindre les limites de Saint-Mandé.

## Bâtiments remarquables et lieux de mémoire
- au no 37, atelier de la sculptrice Yvette Vincent-Alleaume[2].

- Accès à la Promenade plantée au niveau du boulevard de Picpus, de l'avenue du Docteur-Arnold-Netter et du boulevard Soult.
- À noter une curiosité de « petit patrimoine », à savoir deux têtes léonines juchées sur deux pilastres encadrant une porte au no 9 de la rue. Des habitants indiquent que ces têtes ont été achetées par le possesseur du terrain de l'époque, après qu'un incendie eut endommagé des biens aux Tuileries. Il ornementa ensuite l'entrée des parcelles peu occupées alors.
- Accès à la villa du Sahel au no 45 bis.

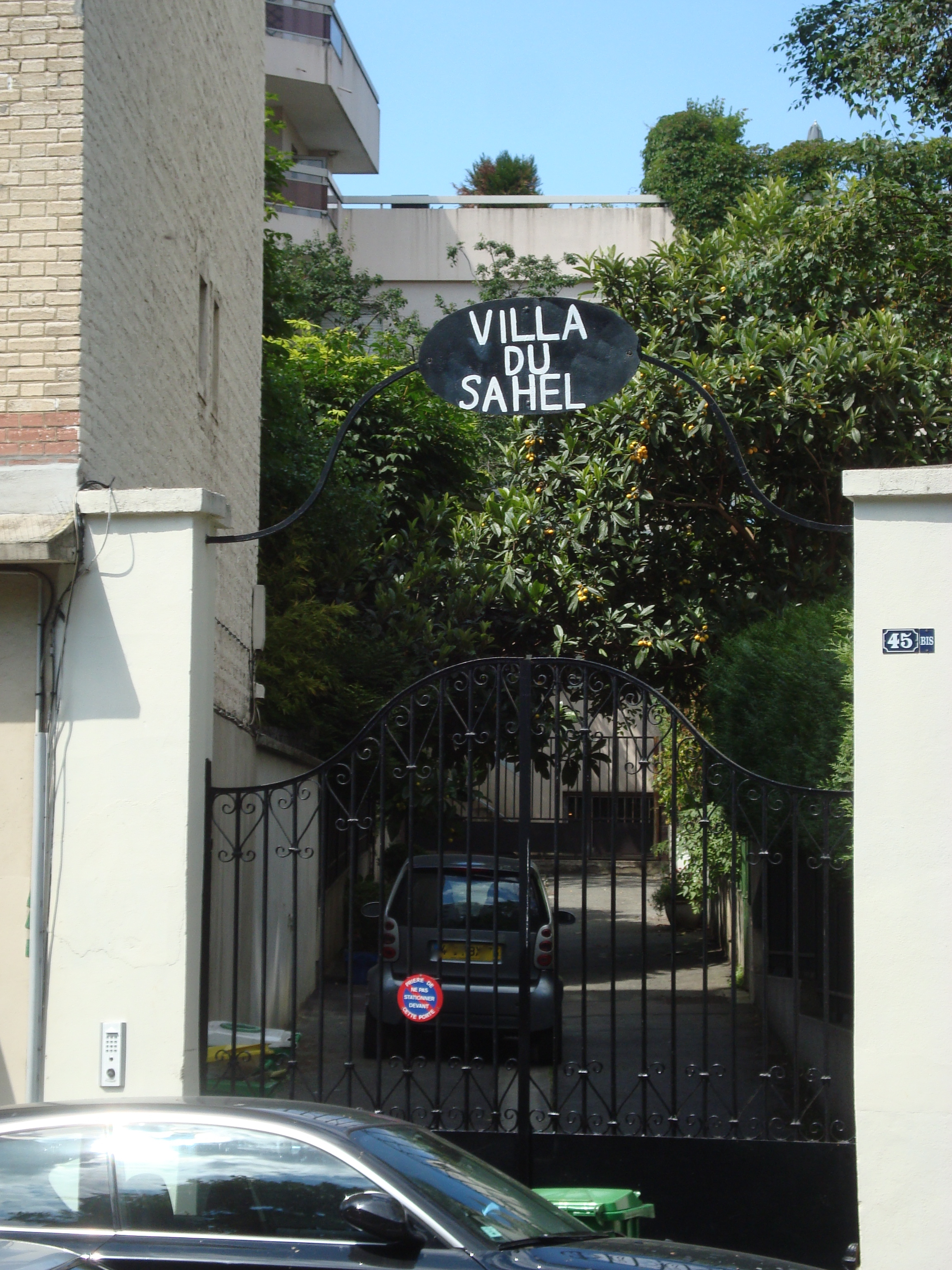
Entrée de la villa du Sahel.
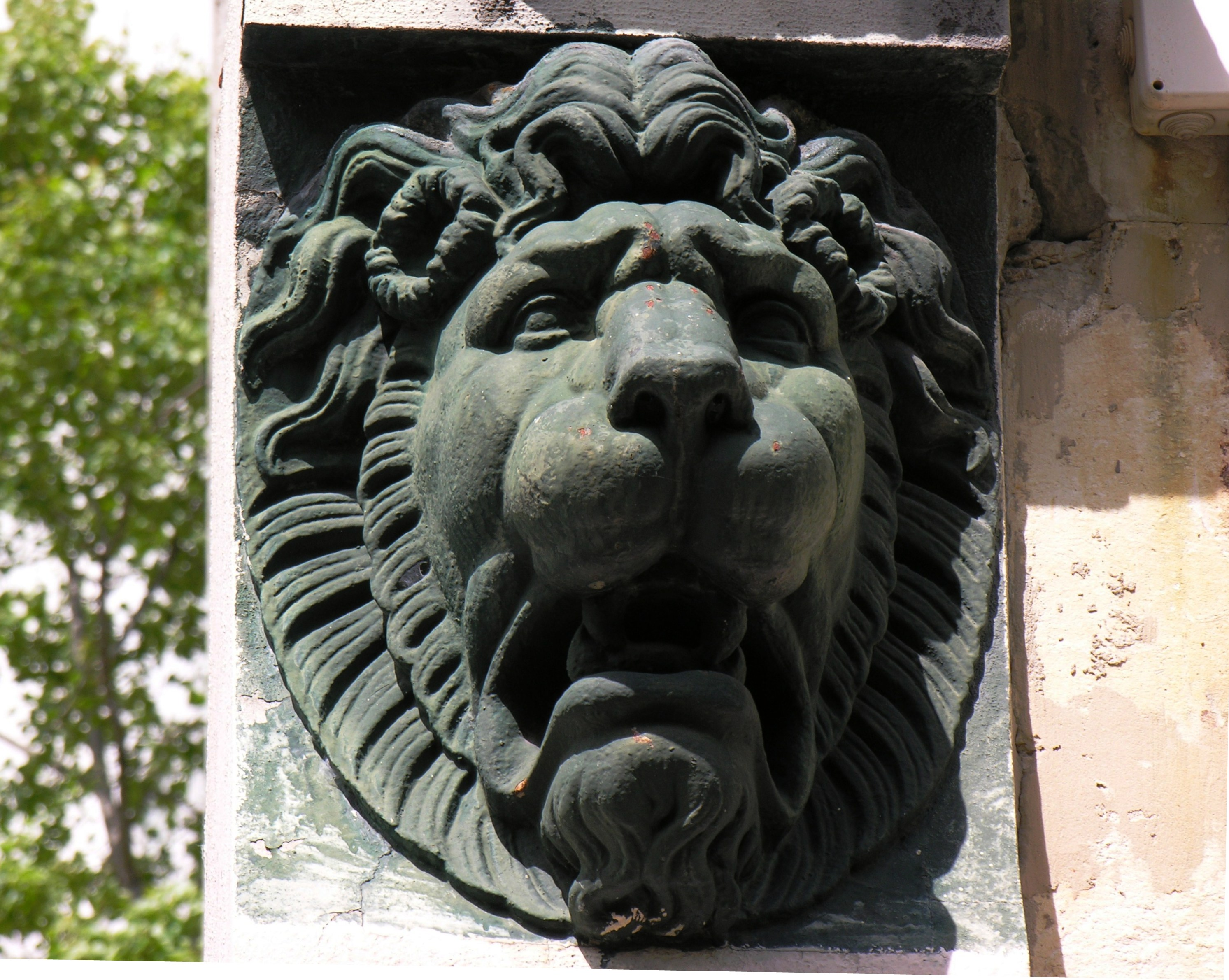
Tête de lion, au no 9.

### Dans la littérature
La rue du Sahel est présente dans la littérature dans les aventures de Nestor Burma de Léo Malet, en particulier dans Casse-pipe à la Nation (1957) où elle apparaît à plusieurs reprises. Ce volume du célèbre détective a été illustré par Tardi dans un album homonyme où la rue est fidèlement dessinée dans sa partie haute au niveau du boulevard Soult.